# Tadjrouna
Tadjrouna (em árabe: تاجرونة) é uma cidade e comuna localizada na província de Laghouat, Argélia. Segundo o censo de 2008, a população total da cidade era de 4 306 habitantes.